# Vahvajärvi
Vahvajärvi är en sjö i Finland. Den ligger i kommunen Hirvensalmi i landskapet Södra Savolax, i den södra delen av landet, 190 km nordost om huvudstaden Helsingfors. Vahvajärvi ligger 88,6 meter över havet. Arean är 13,89 kvadratkilometer och strandlinjen är 70,65 kilometer lång. Sjön  ingår i Kymmene älvs huvudavrinningsområde.   I omgivningarna runt Vahvajärvi växer i huvudsak blandskog. Den sträcker sig 9,9 kilometer i nord-sydlig riktning, och 4,7 kilometer i öst-västlig riktning.
I övrigt finns följande i Vahvajärvi:
- Verkkosaaret (en ö)
- Liukonsaari (en ö)
- Vuorisyvänsaari (en ö)
- Sammakkosaari (en ö)
- Pieni-Seilo (en ö)
- Sätkysaari (en ö)
- Partalainen (en ö)
- Tulisaari (en ö)
- Metässaari (en ö)
- Murtosensaari (en ö)
- Kuuselansaari (en ö)
- Vuohisaari (en ö)
- Seilonsaari (en ö)
- Lammassaari (en ö)
- Sikosaari (en ö)
- Rallisaari (en ö)
- Pieni Pihlajasaari (en ö)
- Pensasluodot (en ö)
- Iso Pihlajasaari (en ö)
- Kokonsaari (en ö)